# Xu Lizhi
Xu Lizhi (1990-2014) est un poète chinois et un ouvrier d'usine. Xu a travaillé à la chaîne pour Foxconn, le plus grand fabricant de matériel informatique du monde, et a attiré l'attention des médias après son suicide en 2014. Après sa mort, ses amis ont publié un recueil de ses poèmes, lesquels témoignent des conditions de travail déplorables à l’usine, du désespoir de Xu et de la déshumanisation subie par les ouvriers de Foxconn.

## Biographie

### Jeunesse
Xu naît le 18 juillet 1990 à Jieyang, un petit village de la province du Guangdong. Il est le plus jeune de trois fils nés de parents qui cultivaient du riz, des poireaux et du taro sur une parcelle modeste. Son frère aîné, Xu Hongzhi, évoque un enfant timide n’ayant pas la force physique nécessaire pour les travaux agricoles, qui aimait lire mais qui avait un accès limité aux livres : en effet, il n'y avait pas de bibliothèque ou de librairie dans leur village, et leurs parents ne lisaient pas. Au lycée, il ne travaille pas beaucoup et préfère regarder la télévision : son émission préférée, Super Boy (en), tire des gens ordinaires de l’obscurité pour en faire des stars. Xu espérait briller davantage en entrant à l'université, mais il échoue à l'examen national d'entrée, un échec qui le hantait, selon son frère et ses deux amis. Sa famille l’encourage à aller de l’avant, mais dans leur village, marier un fils signifiait acheter une maison — or, ils devaient économiser pour trois fils, et donc trois mariages. Xu Hongzhi dit alors à son petit frère d'oublier l'examen et de suivre ses camarades de classe partis travailler en ville : « Je lui ai dit : "Ce qui est passé est passé, travaille dur et tu pourras toujours changer ton destin" ». À vingt ans, il quitte la demeure familiale pour trouver du travail à Shenzhen.

### L'exode rural à Shenzhen
L’exode rural depuis la province de Guangdong vers les ports commerçants du sud-est de l’Asie n’est pas un phénomène nouveau. Dans les années 1990, le delta de la rivière des Perles, en plein essor économique, attirait déjà les travailleurs ruraux : un ancien village de pêcheurs, Shenzhen, se transformait en centre industriel et il y avait de l'argent à gagner. La plupart du travail était très dur et mal payé, mais certains parvenait à gagner plus d’argent qu’à la campagne. « Dans notre village, les gens ont tout abandonné très tôt pour partir travailler en ville », explique Xu Hongzhi. « À la fête du printemps, tout ce dont les gens parlaient était de savoir qui sauterait le pas l'année prochaine et quitterait Jieyang. »

### Travailleur à chaîne chez Foxconn
Xu arrive à Shenzhen en 2010, où il commence immédiatement sa vie de travailleur à la chaîne pour Foxconn, le plus grand fabricant de matériel informatique du monde, et le sous-traitant des plus grandes marques d’informatiques occidentales et asiatiques, dont le produit phare est l’iPhone d’Apple. Gagner sa vie dans une ville comme Shenzhen est une tâche qui occupe tout son temps ; au début, Xu doit s’adapter au rythme épuisant des ouvriers qui alternent entre des horaires de jour et de nuit, car l’usine assemble des produits électroniques vingt-quatre heures sur vingt-quatre. Le travail est mal payé, les ouvriers qui n’effectuent pas une tâche correctement subissent des humiliations publiques, les heures supplémentaires ne sont pas toujours payées, les ouvriers s’entassent dans des dortoirs surpeuplés, le rythme irrégulier de chacun empêche de créer des liens avec son voisin et accroît la solitude des jeunes travailleurs-migrants, et les gestes répétitifs dont la réalisation est chronométrée déshumanisent petit à petit les ouvriers qui ne sont considérés comme rien moins d’autre que des robots. Les sociologues chinois qui, comme Jenny Chan et Pun Ngai, ont étudié les conditions de travail de la classe ouvrière chinoise dans les gigantesques usines de matériel électronique, ont surnommé ces ouvriers les iSlaves (ou iEsclaves en français), soulignant la forme d’esclavage moderne qui leur est infligée par leurs employeurs.

### Premiers poèmes
Les premiers poèmes de Xu sont des descriptions du travail à la chaîne : déshumanisant, désespérant, épuisant. Il décrit les gestes répétitifs, la sensation de n’être qu’un engrenage dans une vaste machinerie, de n’être qu’à moitié humain. Qui plus est, il sent sa jeunesse lui filer entre les doigts, comme il l’écrit dans le poème intitulé « L’atelier, là où ma jeunesse est restée en plan ». Dans ses poèmes, le langage semble n’être capable que d’évoquer le travail et les mots issus du travail : atelier, chaîne de montage, salaire, heures supplémentaires, machines... Mais aussi le désespoir, les rêves brisés, et le suicide de certains de ses collègues.

La littérature est son seul répit : pendant ses jours de repos, il aime visiter les librairies, se promener dans les allées remplies de livres. Il fréquente également la bibliothèque de l'usine, rencontre des écrivains et des rédacteurs impliqués dans le journal de l'entreprise et commence à écrire des poèmes et des critiques pour lui. Il publie d’abord ses poèmes en ligne, puis les propose au journal interne de Foxconn, Foxconn People. « J'étais très excité quand j'ai vu son travail pour la première fois », explique un éditeur familier avec ses premiers travaux qui a demandé à rester anonyme pour protéger son travail. « Il m’a ouvert les yeux ». Entre 2012 et 2014, plus de trente de ses écrits sont publiés dans Foxconn People, parmi lesquels des poèmes, mais aussi des critiques de films, des articles et des revues de presse. Xu rêvait de devenir libraire.

### Dernière année et suicide
À partir de 2013, Xu écrit de plus en plus sur son angoisse croissante : il quitte le dortoir de l’usine pour une petite chambre, mais il a l’impression d’étouffer. Il voudrait changer de vie, être comme les grands poètes de la dynastie Tang, mais « ma réalité », écrit-il, « ne me permet de parler que de sang ». 

En février 2014, Xu quitte son emploi chez Foxconn sans rien en dire à sa famille ; il rejoint la ville de Suzhou, près de Shanghai, où sa petite amie travaille. Selon le témoignage d’un de ses amis, le séjour se passe mal et Xu ne trouve pas de travail. Finalement, il rentre à Shenzhen en septembre ; il essaie d’abord de trouver un emploi à la grande librairie centrale, mais sans succès. Deux ans plus tôt, il avait postulé pour devenir bibliothécaire dans le centre de documentation pour les salariés de Foxconn, mais il n’avait pas été pris non plus. Déçu et sans argent, le 29 septembre, Xu se résigne à signer un nouveau contrat chez Foxconn, et est affecté au même atelier qu’avant. 

Le 30 septembre, alors qu’il n’est âgé que de vingt-quatre ans, et après avoir laissé un dernier poème, « Mon arrivée s'est bien passée, je partirai de même », Xu Lizhi franchit les portes du centre commercial où se trouve sa librairie préférée, prend l’ascenseur jusqu’au dix-septième étage, et se suicide. 

## Héritage

### Publication de ses poèmes
Xu n’avait jamais montré ses poèmes à ses parents : « Parce que c’est quelque chose de douloureux ; je ne veux pas qu’ils voient ça. » Son frère aîné Xu Honghzi témoigne que, lorsque Xu Lizhi appelait, il ne partageait que de bonnes nouvelles ; sa famille n’avait pas la moindre idée qu’il écrivait, et encore moins sur l’expérience dévastatrice du travail à la chaîne chez Foxconn. Il avait cependant tissé des liens avec d’autres ouvriers poètes du delta de la rivière des Perles ; Gao, l’un d’entre eux, témoigne : « Lizhi savait qu’il devrait être en train de manier un stylo et non un marteau. »
Atterrés par sa mort, ses amis et des membres de syndicats publient dix jours plus tard ses poèmes dans le journal Shenzhen Evening News, accompagnés d’une nécrologie, ainsi que de poèmes pour lui rendre hommage. Foxconn, citant la politique de l’entreprise, refuse de répondre aux questions concernant Xu. Le blog américain de gauche et libertaire, Libcom.org, a ensuite traduit les poèmes et la nécrologie en anglais, attirant l’attention des médias occidentaux. Les poèmes de Xu Lizhi ont été salués dans des journaux américains comme le Washington Post et Bloomberg News. Le magazine Time a également publié une nécrologie au titre univoque : « Le poète qui est mort pour votre téléphone ». En France, ils ont été publiés aux éditions Agone, accompagnés des témoignages d’ouvriers de Foxconn restitués et analysés par la sociologue hongkongaise Jenny Chan, sous le titre La machine est ton seigneur et ton maître. 

### L'affaire Foxconn
En 2010, dix-huit ouvriers de Foxconn ont tenté de se suicider, et quatorze y sont parvenus, les autres souffrant de graves séquelles,. L’affaire Foxconn a attiré l’attention des médias occidentaux sur les conditions de travail des ouvriers à la chaîne de l’industrie électronique, ce qui a conduit à de nombreuses études universitaires sur les techniques de production et le management utilisé par les usines pour obtenir une croissance constante. Les suicide de Xu Lizhi et de sept autres ouvriers de Foxconn depuis 2010 montrent que les quelques réponses dérisoires apportées par Foxconn à la détresse des employés – mettre des grillages aux fenêtres des dortoirs pour empêcher les suicides... – n’ont pas suffi pour endiguer le phénomène. Aujourd'hui, plusieurs associations militent pour les droits des travailleurs chinois, comme la SACOM, (Students and Scholars Against Corporate Misbehavior - Étudiants et Chercheurs contre les Méfaits des Grands Groupes) à Hong Kong, une organisation de défense des droits des ouvriers qui s'efforce de tenir les entreprises responsables des abus qui se produisent dans leurs chaînes d'approvisionnement mondiales. 

### Documentaire
Le poète chinois Qin Xiaoyu a réalisé un documentaire sur les poètes ouvriers chinois, intitulé Iron Moon (en), en hommage à l’un des poèmes les plus célèbres de Xu, « J’ai avalé une lune de fer ». Le documentaire a pour point de départ la mort et l’œuvre poétique de Xu, puis suit dans leur quotidien quatre autres poètes ouvriers : une employée dans une usine textile, un mineur de charbon, un conducteur de chariots élévateurs au chômage, et un ouvrier de démolition : « Utilisant la poésie comme un outil pour briser la glace du silence, ils racontent les vies cachées et les expériences des personnes vivant en bas de la société. Leur histoire est derrière l'ascension soudaine de la Chine, et constitue un hymne funèbre pour le capitalisme mondial. » Iron Moon a remporté le Golden Goblet Award du meilleur documentaire au Festival international du film de Shanghai. Le jury a commenté : « Ce documentaire est une œuvre d'une originalité impressionnante. Imprégné de poésie, il documente les conditions de vie des plus talentueux ouvriers-poètes en Chine ». Iron Moon a aussi remporté le prix Golden KAPOK du meilleur documentaire de l'année et le prix du meilleur montage sonore au Festival international du film documentaire de Guangzhou 2015. Le jury a déclaré : « Iron Moon est une réalisation remarquable. Il réalise une combinaison parfaite de poésie, de musique et d’images en utilisant des techniques uniques et en guidant le public pas à pas tout au long d'un voyage magnifique et émouvant ». Ce documentaire est toujours inédit en France.